# Musée communautaire Georges Liautaud
Le Musée communautaire Georges Liautaud est un musée qui se situe au Village artistique de Noailles à la Croix-des-Bouquets, dans le département de l'Ouest d'Haiti, créé en hommage au sculpteur haitien Georges Liautaud mais aussi comme un espace d'exposition des sculpteurs de ce village artistique et touristique.

## Histoire
Le musée communautaire Georges Liautaud a été construit à partir du soutien financier de l'Unesco et du volontariat des artistes de la communauté de Noailles. Il est construit à partir d'un socle de béton sur lequel on a placé des containers avec des ouvertures pour éviter la chaleur. Il existe aussi des playwoods afin d’isoler le métal des containers,,.
Ce musée est un espace collectif d’exposition et de conservation. Il est dédié à la création plastique contemporaine en Haïti. Il fait partie d’un programme de valorisation du village culturel de Noailles. Crée sous l'expertise aussi de la Fondation AfricAméricA qui travaille depuis plus de 20 ans avec les artistes de Noailles, ce musée  participe dans la promotion du patrimoine culturel matériel et immatériel d’Haïti  ,,.

## Exposition
- Décembre 2020, Nway Kanpe [6]

## Un musée menacé
Le musée communautaire Georges Liautaud a plusieurs fois interrompu ses activités parce que des gangs armés ont envahi le village artistique de Noailles et ont vandalisé les ateliers des artistes et détruit pas mal d'œuvres.
Ces affrontements entre gangs rivaux ont maintes fois causé le dysfonctionnement du musée et des activités autour de ses collections , , ,,.